# Onthophagus williamsi
Onthophagus williamsi là một loài bọ cánh cứng trong họ Bọ hung (Scarabaeidae).